# Mando Diao
Mando Diao är ett svenskt rockband från Borlänge. Det består av Björn Dixgård (sång, gitarr), Carl-Johan "C-J" Fogelklou (bas), Patrik "Patso" Heikinpieti (trummor), Daniel Haglund (klaviatur) och Håkan Sörle (gitarr) . Bland de tidigare medlemmarna finns Gustaf Norén, Mats Björke, Jens Silverstedt och Samuel Giers.

## Historik

### Bakgrund
Mando Diao bildades i Borlänge av Björn Dixgård och originalsättningens keyboardspelare Daniel Haglund, under namnet Butler.[när?] År 1996 träffades Dixgård och Gustaf Norén på en fest där de båda satt uppe hela natten och diskuterade Beatles.
Med det gemensamma intresset i åtanke, var det knappast en överraskning att Norén snart bjöds in till bandet. De spelade, under en tid, på olika klubbar i Borlänge med olika uppsättningar på bas och trummor, fram tills de började bli mer accepterade i hemstaden.
Gruppen började uppmärksammas även i Stockholm, och rykten om skivbolagsintressen uppstod. Dixgård och Norén, som nu skrev bandets samtliga låtar, insåg att man var tvungna att plocka in några permanenta medlemmar även på övriga instrument. Genom gemensamma bekanta fick de kontakt med Samuel Giers, från Gagnef strax utanför Borlänge, och han kände i sin tur den på musikgymnasium utbildade basisten Carl-Johan Fogelklou från Sigtuna. Efter att de hade fått lyssna på en demo av "And I Don't Know" (Från The Braley Geshgore Demo och senare även utgiven på Sheepdog EP år 2003) bestämde de sig för att gå med i bandet.

### 2002–2009

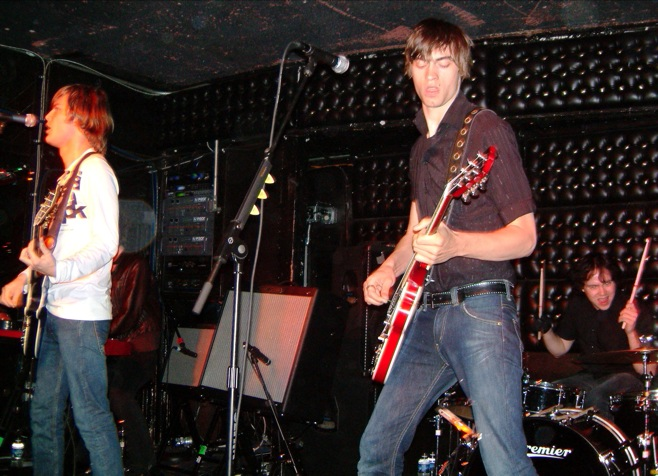
Mando Diao 11 maj 2005.

År 2002 fick Mando Diao skivkontrakt med EMI och samma år kom Motown Blood på EP. Denna release fick stor uppmärksamhet bland musikkrönikörer och andra. Succén fortsatte och Mando Diao blev inbjudna att spela på Kalasturnén tillsammans med etablerade band som Thåström, Kent och The Hellacopters. Medlemmarna i Mando Diao stod efter turnén för ett antal uppmärksammade citat, där Dixgård och Norén sågade Kent rakt av och bland annat kallade dem för "ett trött dansband". Detta satte ton för ett långvarigt ordkrig i svensk press mellan Mando Diao och Kent. Efter den framgångsrika turnén gav Mando Diao ut sitt debutalbum, Bring 'em In.
Efter Bring 'em In fick Mando Diao även sitt internationella genombrott. Skivan gavs ut i Japan, och blev stor succé. Därför blev det nödvändigt för bandet att ägna hela 2003 åt turnerande. Under den här tiden skapade Dixgård stora rubriker då han hamnade i bråk med Sveriges Radio P3:s programledare Agnes-Lo Åkerlind, något som slutade med handgemäng. Till slut tvingades Dixgård att be om ursäkt.[källa behövs]
År 2004 inleddes i studion, då gruppen skulle spela in sitt andra album Hurricane Bar. Studion låg i ett slott i södra England, och skivan producerades av Richard Rainey, som tidigare bland annat arbetat med U2. Detta album blev även Mando Diaos genombrott i Tyskland och under sommaren 2005 följde turnéer och bland annat spelning på Hultsfredsfestivalen. 2006 spelade Mando Diao in albumet Ode to Ochrasy tillsammans med producenten Patrik Heikinpieti och Björn Olsson och skivan gavs ut i Sverige den 6 september 2006. Den 26 augusti 2006 framträdde Mando Diao för första gången i stor TV i Sommarkrysset (TV4) med "Long before rock 'n' roll".
Vid en spelning i Umeå 27 januari 2007 kollapsade golvet efter femton minuters spelning. Sammanlagt 27 personer skadades.
Under sommaren 2007 tillkännagav bandet att en ny skiva, producerad av Björn Olsson, Never Seen The Light Of Day var färdiginspelad. Skivan gavs ut 24 oktober 2007 i Europa och Japan. Den första singeln från skivan var "If I Don't Live Today, Then I Might Be Here Tomorrow", som kom ut den 24 september 2007. Den andra singeln är titelspåret "Never Seen The Light Of Day" följd av "Train On Fire"
Den 3 november 2008 hade bandet en spelning i Los Angeles, som senare gavs ut på en DVD-skiva med albumet The Malevolence of Mando Diao.
Första singeln från albumet Give Me Fire var "Dance with Somebody" och gavs ut i iTunes Store den 19 december 2008. Den 13 februari 2009 gavs slutligen albumet ut, som hade producerats av bandet och The Salazar Brothers (Salla och Masse).
I maj 2009 blev "Gloria" nästa singel från Give Me Fire. Låten började som en hit på radioprogrammet Tracks i P3 under våren och sommaren. Senare kom "Gloria" i en version av Bassflow och under hösten började fler kommersiella radiostationer i Sverige spela låten.

### 2010–2019

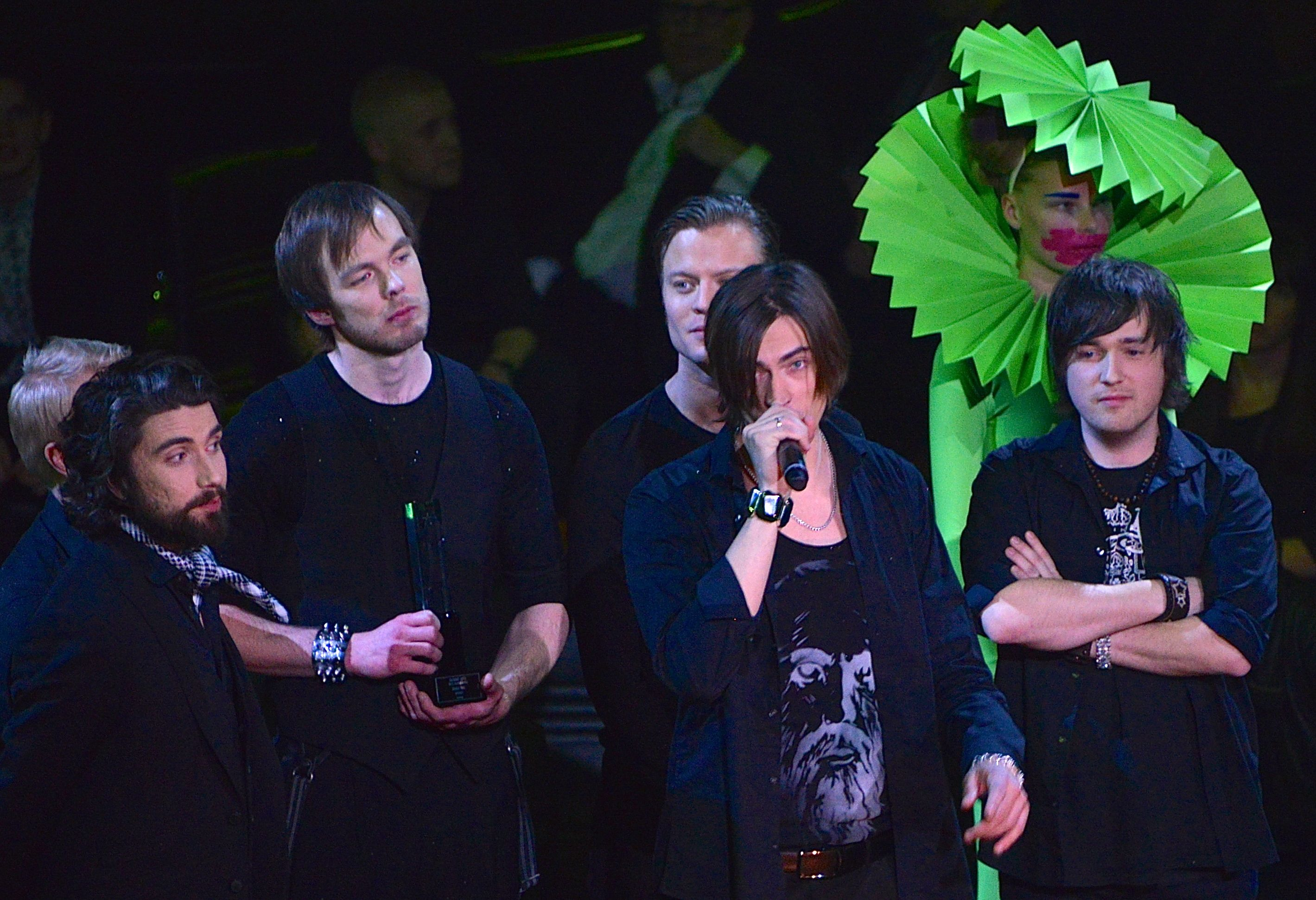
Mando Diao tar emot priset för Årets folkmusik/visa på Grammisgalan på Cirkus, Stockholm den 20 februari 2013.

I april 2011 fick Samuel Giers lämna gruppen. År 2014 lämnade Mats Björke Mando Diao.
I september 2012 sjöng bandet för första gången på svenska på sin tolkning av Gustaf Frödings "Strövtåg i hembygden" från albumet Infruset. År 2014 sjöng de åter på engelska på första nya singeln "Black Saturday".
Under senare år har bandet lagt till blåsare under sina konserter. Stadiga medarbetare har varit Nils Janson, trumpet och Nils Berg, saxofon, kända som "Nils und Nils". Även Per "Ruskträsk" Johansson har bidragit med saxofonspel på ett flertal turnéer. Även Dixgårds partner och frontman Gustaf Norén lämnade bandet i slutet av maj 2015. Han berättade om brytningen i talkshowen Breaking News med Filip Hammar och Fredrik Wikingsson. Norén meddelade att han hade andra planer för sin musikkarriär. År 2015 anslöt Jens Siverstedt till bandet.
Den 21 juli 2016 gjorde bandet en spelning på Dalhalla friluftsteater där de gamla medlemmarna Samuel Giers och Mats Björke deltog.
År 2017 gav man ut skivan Good Times, den första utan Gustaf Norén i bandet. Skivan innehöll bland annat låtar som "Shake" som blev en stor radiohit.
År 2019 kom skivan Bang som var en återgång till bandets rockrötter. Skivan belönades av högsta betyg av Borås Tidning. Bandet uppträdde med låten "Long Long Way" i Skavlan på SVT.

### 2020-ff
I januari 2020 medverkade gruppen som husband i SVTs frågesportsprogram På spåret.
År 2020 utkom skivan I solnedgången där Dixgårds föräldrar Malin Holmlin och Hans Dixgård skrivit flera låtar, däribland Själens skrubbsår. Skivan hyllades av bland annat Aftonbladet. Bandet framträdde bland annat på Allsång på Skansen med låtar från skivan. På grund av Covidpandemin blev en stor Sverige-turné framflyttad två gånger, men kunde till sist genomföras våren 2022.
Under 2022 återgick Mando Diao till det engelska språket och gav ut två EP-skivor som ledde fram till skivan Boblikovs Magical World 2023. Håkan Sörle presenterades som ny gitarrist i bandet i samband med utgivningen och den följande turnén.

## Medlemmar

### Nuvarande medlemmar
- Björn Dixgård – sång, gitarr
- Carl-Johan "C-J" Fogelklou – bas
- Patrik "Patso" Heikinpieti – trummor
- Daniel Haglund – keyboards
- Håkan Sörle – gitarr

### Tidigare medlemmar
- Gustaf Norén – sång, gitarr (slutade i bandet i maj 2015)
- Mats Björke – klaviatur (slutade i bandet november 2014)
- Samuel Giers – trummor (slutade i bandet 5 april 2011)
- Jens Siverstedt – gitarr (slutade i bandet 2022)

## Diskografi

### Album
| Årtal | Titel                            | Listplaceringar | Listplaceringar | Listplaceringar | Listplaceringar |
| Årtal | Titel                            | Tyskland        | Österrike       | Schweiz         | Sverige         |
| ----- | -------------------------------- | --------------- | --------------- | --------------- | --------------- |
| 2002  | Bring 'em In                     | −               | −               | −               | 5               |
| 2004  | Hurricane Bar                    | 18              | 25              | 26              | 6               |
| 2006  | Ode to Ochrasy                   | 3               | 2               | 5               | 7               |
| 2007  | Never Seen the Light of Day      | 9               | 10              | 10              | 9               |
| 2009  | Give Me Fire                     | 1               | 1               | 1               | 2               |
| 2009  | The Malevolence of Mando Diao    | 58              | 67              | −               | 30              |
| 2010  | MTV Unplugged – Above and Beyond | 6               | 13              | 27              | 46              |
| 2012  | Greatest Hits Volume 1           | 35              | 60              | 40              | 8               |
| 2012  | Infruset                         | –               | –               | 97              | 1               |
| 2014  | Ælita                            | 6               | 14              | 8               | 1               |
| 2017  | Good Times                       | 11              | 16              | 8               | 10              |
| 2019  | Bang                             | 17              | 26              | 50              | 4               |
| 2020  | I solnedgången                   |                 |                 |                 | 2               |
| 2023  | Boblikov´s Magical World         | 91              |                 |                 |                 |

### Singlar
| Årtal | Titel                                                | Album                                     | Listplaceringar | Listplaceringar | Listplaceringar | Listplaceringar |
| Årtal | Titel                                                | Album                                     | Tyskland        | Österrike       | Schweiz         | Sverige         |
| ----- | ---------------------------------------------------- | ----------------------------------------- | --------------- | --------------- | --------------- | --------------- |
| 2002  | Motown Blood                                         | Bring 'em In                              | −               | −               | −               | 37              |
| 2002  | Mr. Moon                                             | Bring 'em In                              | −               | −               | −               | 33              |
| 2002  | The Band                                             | Bring 'em In                              | −               | −               | −               | 52              |
| 2003  | Sheepdog                                             | Bring 'em In                              | −               | −               | −               | −               |
| 2004  | Clean Town                                           | Hurricane Bar                             | −               | −               | −               | 29              |
| 2004  | God Knows                                            | Hurricane Bar                             | 90              | −               | −               | −               |
| 2004  | Paralyzed (UK-Version)                               | Bring 'em In                              | −               | −               | −               | −               |
| 2005  | Down in the Past                                     | Hurricane Bar                             | 87              | −               | −               | −               |
| 2005  | You Can't Steal My Love                              | Hurricane Bar                             | −               | −               | −               | −               |
| 2006  | Long Before Rock 'N' Roll                            | Ode to Ochrasy                            | 53              | 53              | 69              | 16              |
| 2006  | Good Morning, Herr Horst                             | Ode to Ochrasy                            | −               | −               | −               | −               |
| 2007  | TV & Me                                              | Ode to Ochrasy                            | −               | −               | −               | −               |
| 2007  | The Wildfire (If It Was True)                        | Ode to Ochrasy                            | −               | −               | −               | −               |
| 2007  | Ochrasy                                              | Ode to Ochrasy                            | −               | −               | −               | −               |
| 2007  | If I Don't Live Today, Then I Might Be Here Tomorrow | Never Seen the Light of Day               | −               | −               | −               | 15              |
| 2007  | Never Seen the Light of Day                          | Never Seen the Light of Day               | −               | −               | −               | 34              |
| 2008  | Dance with Somebody                                  | Give Me Fire                              | 2               | 1               | 3               | 4               |
| 2009  | Gloria                                               | Give Me Fire                              | 33              | 32              | 39              | 12              |
| 2009  | Mean Street                                          | Give Me Fire                              | 89              | −               | −               | −               |
| 2009  | The Quarry                                           | The Malevolence of Mando Diao             | −               | −               | −               | −               |
| 2009  | Nothing Without You                                  | Give Me Fire (Special Ltd.Winter Edition) | 76              | −               | −               | −               |
| 2011  | Christmas Could Have Been Good                       | Greatest Hits Vol. 1                      | −               | −               | −               | 97              |
| 2012  | Strövtåg i hembygden                                 | Infruset                                  | −               | −               | −               | 18              |
| 2012  | En sångarsaga                                        | Infruset                                  | −               | −               | −               | 57              |
| 2014  | Black Saturday                                       | Aelita                                    | 8               | 28              | 21              | -               |
| 2015  | Love last forever                                    | -                                         | −               | −               | −               | 94              |
| 2020  | Långsamt                                             | I soldnedgången                           | −               | −               | −               | 81              |

### DVD
- 2006 – Mando Diao - Down in the Past

## Priser och utmärkelser
- 2006 – Grammis som "Årets rockgrupp"[20]
- 2007 – P3 Guld för "Long Before Rock'n'Roll" i kategorin "Årets låt"[21]
- 2007 – P3 Guld, Guldmicken som "Årets liveartist"[21]
- 2009 – Musikexportpriset[22]
- 2010 – Grammis för "Dance with Somebody" i kategorin "Årets låt"[20]
- 2010 – P3 Guld för "Dance with Somebody" i kategorin "Årets låt"[23]
- 2011 – Rockbjörnen för "Årets konsert" (Mando Diao på Peace & Love)[24]
- 2012 – Platinaskiva i Tyskland för albumet Give Me Fire[25]
- 2013 – Grammis för albumet Infruset i kategorin "Årets folkmusik/visa"[20]
- 2013 – Rockbjörnen som "Årets livegrupp"[24]
- 2023 – Invalda i Swedish Music Hall of Fame